# 장 미셸 리브

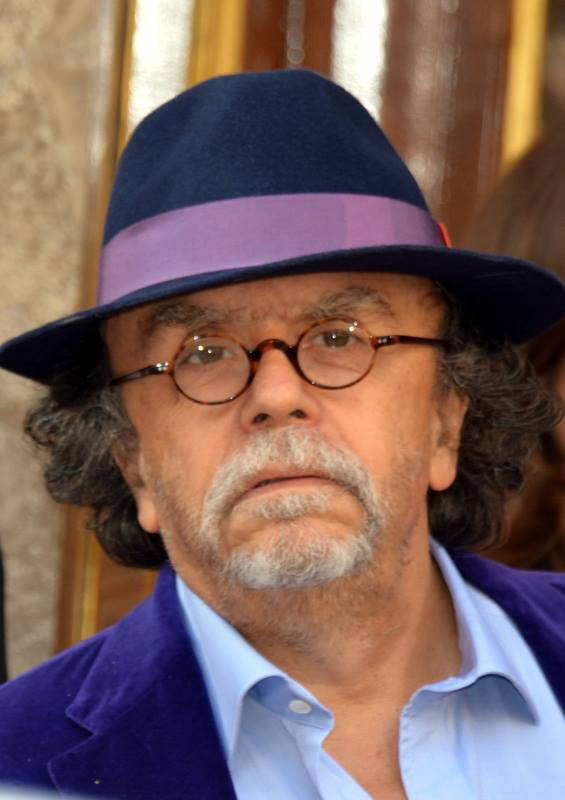

장 미셸 리브(Jean-Michel Ribes, 1946년 12월 15일 ~ )은 프랑스의 극작가, 극감독, 영화 제작자, 배우이다.

## 생애
1946년 파리에서 출생했다. 필리프 코르상(배우), 제라르 갸루스트(화가)와 1966년에 ‘겉옷(Pallium)’이라는 극단을 처음으로 만들게 된다. 학업을 계속하면서(불문학 석사와 스페인어 학사) 자신의 극단에서 배우와 연출을 계속한다. 1970년에 그는 첫 희곡 ＜근육질 딸기＞를 발표했는데 이 작품으로 극작가로서 곧바로 인정을 받는다. 4년 후인 1974년에는 연극계에서 주목받는 인물이 되고, 미셸 베르토와 함께 베르토－리브 극단(Compagnie Berto-Ribes)을 창단한다. 그는 부조리 희극 계열의 작품을 선호하는데 특히 베케트와 이오네스코 같은 작가들을 좋아하고 초현실주의 예술가들을 좋아한다. 그래서 그의 작품에는 이러한 전통과 성상파괴자 작가들의 흔적이 느껴지기도 한다.
지금까지 20여 편의 희곡을 쓴 극작가이며, 샘 셰퍼드, 코피, 그룸베르그, 아라발 등의 현대 작품을 즐겨 다루는 연출가이자, 영화 및 티브이 감독이자 시나리오 작가다. 연극 및 영화와 티브이 작업도 하는 현역 배우로도 잘 알려져 있다.
1980년대에 그가 시나리오를 쓰고 연출을 한 티브이 시리즈물 ＜고마워 베르나르(Merci Bernard)＞(1982~1984, FR3), ＜궁전(Palace)＞(1988, Canal+)은 큰 성공을 거둬 대중들로부터 열렬한 호응을 얻기도 했다.
신랄하게 비꼬는 유머로 유명한 그의 작품들은 특히 연극 쪽에서 더 큰 성공을 거둔다.

## 수상
2002년에 작품 ＜동물 없는 연극＞으로 몰리에르상(불어권 최고극작가상, 최고의 희극작품상)을 수상했다. 같은 해에 그의 작품 전체에 대해 ‘연극의 기쁨상’을 수상했으며, 2002년 아카데미 프랑세즈 연극대상을 받았다. 2007년에는 프랑스정부로부터 ‘슈발리에 드 라 레지옹 도뇌르 훈장’을 받았다. 2008년 제1회 앙굴렘 불어권 영화 페스티벌 심사위원장을 지낸 바 있다. 2010년 7월 프랑스정부로부터 예술문화훈장을 받았다.